# Territórios controlados pelos armênios em torno do Alto Carabaque

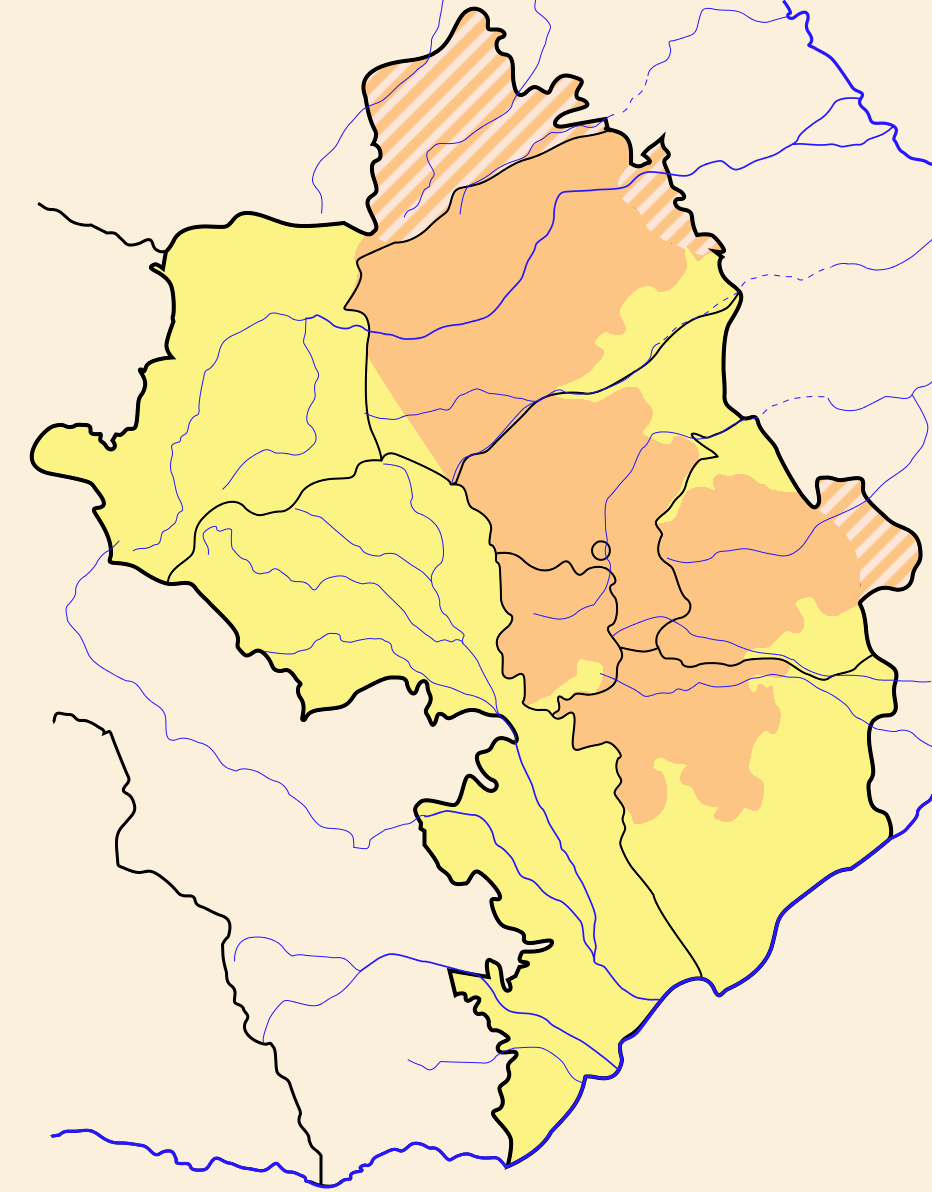
Os territórios que eram controlados pelos armênios em torno do Alto Carabaque são marcadas em amarelo. Os locais com listas indica o distrito Shaumian e do antigo Oblast Autônomo do Alto Carabaque, áreas consideradas pelas autoridades artsaques para fazer parte de Artsaque, mas que já eram controladas pelo Azerbaijão.

Os territórios controlados pelos armênios em torno do Alto Carabaque eram áreas que formalmente faz parte do Azerbaijão e estavam situadas fora do antigo Oblast Autónomo do Alto Carabaque, que estiveram sob controle das forças militares da Armênia e de Artsaque desde o fim da Guerra do Alto Carabaque em 1994, até o novo conflito de 2020.

## Descrição
Com base na divisão administrativa e territorial do Azerbaijão, as forças armênias controlavam os territórios dos seguintes municípios do Azerbaijão:
- Kelbajar - (1,936 km2,[7] 100% do território era controlada pelo Exército de Defesa de Artsaque),
- Lachin - (1,835 km2.[7] - 100%),
- Qubadli - (802 km2.[7] - 100%),
- Jabrayil - (1,050 km2.[7] - 100%),
- Zangilan - (707 km2.[7] - 100%),
- Agdam - (1,094 km2.[7] - 77% (842 km2)),
- Fizuli - (1,386 km2.[7] - 33% - 462 km2.)

A área total do território era de 7 634 km2. O perímetro exterior desses territórios era uma linha de contato direto entre as forças militares de Artsaque e do Azerbaijão.